# Joseph Cedar
Joseph Cedar (hebräisch יוסף סידר; ) (* 31. August 1968 in New York City, NY) ist ein israelischer Drehbuchautor und Filmregisseur.

## Leben
Cedar wurde in New York geboren, wuchs aber in Israel auf, wohin seine Eltern 1973 auswanderten. Sein Vater, Howard Cedar, ist Professor für Molekularbiologie an der Hebräischen Universität Jerusalem. In Israel studierte Joseph Cedar Philosophie und Theatergeschichte an der Hebräischen Universität zu Jerusalem. Sein Studium schloss er an der New York University ab. Im Jahr 2001 gab er mit seinem preisgekrönten Spielfilm Time of Favor sein Debüt als Drehbuchautor und Regisseur. Seit seinem zweiten Spielfilm Campfire, der 2005 der offizielle Kandidat Israels für eine Oscar-Nominierung war, genießt er hohe Reputation und gilt als einer der renommiertesten israelischen Filmregisseure. Im Jahr 2011 stellte Cedar die intellektuelle Komödie Hearat Shulayim, der ihm seine erste Einladung in den Wettbewerb der Internationalen Filmfestspiele von Cannes einbrachte, wo er den Drehbuchpreis gewann. Hearat Shulayim wurde zudem 2012 für einen Oscar als Bester fremdsprachiger Film nominiert.

## Filmografie
- 2001: Time of Favor (Ha-Hesder)
- 2004: Campfire (Medurat Hashevet)
- 2007: Beaufort
- 2011: Hearat Shulayim
- 2016: Norman (Norman: The Moderate Rise and Tragic Fall of a New York Fixer)
- 2024: Constellation (Miniserie, Regie)

## Auszeichnungen
- Berlinale 2004: Don-Quichote-Preis des FICC, Lobende Erwähnung für Campfire
- Berlinale 2007: Silberner Bär für Beaufort in der Kategorie „Beste Regie“[3]
- 2012: Oscarnominierung, Bester fremdsprachiger Film, für Hearat Shulayim